# Franca Masu
Franca Masu (Alguer, 1962) es una cantante italiana que lidera el resurgimiento de la canción en catalán en Alguer con un estilo de músicas del mundo que bebe principalmente del jazz, el fado y el tango.

## Biografía
Franca Masu nace en Alguer en 1962 en el marco de una familia de artistas (su padre, Manlio Masu, es un reconocido pintor sardo).
Franca Masu aparece por primera vez en un escenario a mediados de los años 90, en un concierto con el legendario clarinetista Tony Scott –músico de Billie Holiday- que declara que Franca Masu ‘es una de las mejores voces de Italia'. 
Totalmente autodidacta y con gran sensibilidad interpretativa, es una imaginativa improvisadora de los matices de la voz que van de un territorio jazzístico a las más diversas sonoridades mediterráneas. Muestra así en originales y sugerentes interpretaciones utilizando, entre otros idiomas, el antiguo catalán que todavía hoy se habla en la ciudad de Alguer, en la isla de Cerdeña.
El primer CD editado por Franca Masu, El Meu Viatge (2000), ya revelaba a una artista formada y madura. Presentado en el Mercat de Música Viva de Vic, obtiene de la SGAE y de Radio 4 Barcelona la mención como mejor disco debutante, mientras que la crítica reconoce en Masu “la verdadera revelación de la nueva canción de autor catalana”.
En el 2003 publica al álbum Alguímia con la colaboración del músico Mauro Palmas (mandolina) y el contrabajista Salvatore Maltana. Franca Masu consolida el uso del catalán como idioma de expresión artística y consigue un notable éxito no sólo entre público sino también en la crítica, participando en numerosos festivales internacionales. 
Aquamare (2006) es su tercer álbum, donde se presenta como letrista de casi todas las composiciones. Masu revela una inmensa versatilidad y la crítica lo considera el disco más maduro y completo de la artista. Aquamare es una única interpretación, definida por una selección musical que aporta sonidos de varias influencias, composiciones que exploran nuevos territorios, preservando el sentido predominante de la tradición. 
Su temperamento pasional la acerca muy naturalmente al tango argentino. En 2003, juntamente con Fausto Beccalossi, uno de los acordeonistas más dinámicos y versátiles de la escena italiana y el ‘Trío Nuevo Tango’ del músico Oscar del Barba Archivado el 1 de septiembre de 2012 en Wayback Machine., graban un álbum dedicado al tango argentino, Hoy como Ayer.
En 2010 Franca Masu hace un salto a Norteamérica, con un gira que la lleva a actuar en los festivales de jazz más importantes de Canadá, como el Vancouver Jazz Festival, cautivando tanto al público como a la crítica.
Y en septiembre de 2011 publica, con gran ilusión, su disco 10 anys, grabado en directo en diferentes escenarios del mundo - desde Barcelona a Utrecht, pasando por Roma y por el prestigioso Festival de Porta Ferrada -, donde Masu repasa e interpreta algunos de los temas más importantes de sus tres álbumes en catalán (El meu viatge, Alguímia, y Aquamare); temas con los que celebra diez años de carrera profesional, que han marcado su trayectoria artística y que la han convertido en el máximo exponente del canto en lengua catalana de Alghero en el mundo. Es un directo intenso, generoso y rico de sugestiones musicales, un amplio retrato que desvela todo el encanto de una gran artista y que le vale, según la revista alemana especializada en jazz y músicas del mundo, Jazzthetik, la siguiente definición: “una figura femenina del Mediterráneo maternal y seductora, decente y rebelde, tierna y áspera, sentimental y atrevida.” A los pocos meses de su salida al mercado, 10 Anys consigue posicionarse en el puesto n.º 11 del TOP20 de la WMCE (World Music Charts Europe).
Franca Masu publica Almablava con el sello de “Harmonia Mundi / World Village Archivado el 4 de noviembre de 2014 en Wayback Machine.” a finales de 2012.

## Discografía
- El meu viatge (enlace roto disponible en Internet Archive; véase el historial, la primera versión y la última)., Saint Rock, 2000
- Alguímia (enlace roto disponible en Internet Archive; véase el historial, la primera versión y la última)., Aramusica, 2003
- Aquamare (enlace roto disponible en Internet Archive; véase el historial, la primera versión y la última)., Aramusica-Felmay, 2006
- Hoy como ayer Archivado el 22 de agosto de 2022 en Wayback Machine., Aramusica, 2008
- 10 Anys Archivado el 22 de agosto de 2022 en Wayback Machine.,  Aramusica, 2011